# 哲尔舍韦尼哈兹
哲尔舍韦尼哈兹，是匈牙利杰尔-莫雄-肖普朗州所辖的一个村。总面积24.21平方公里，总人口769，人口密度31.8人/平方公里（2011年1月1日）。